# Соломонский какаду
Соломонский какаду (лат. Cacatua ducorpsii, син. Plyctolophus ducrops) — птица семейства какаду.

## Внешний вид
Длина тела 34 см; вес до 360 г. Окраска оперения и широкого очень короткого, круглого хохолка белая. На внутренней стороне крыльев и хвоста заметен лимонный оттенок. У основания перьев красновато-оранжевый стержень. Окологлазные кольца голубовато-белые, широкие. Клюв светло-серый. У самца радужка чёрная, у самки — красно-коричневая.

## Распространение
Обитает на Соломоновых островах.

## Образ жизни
Обитают в высокоствольных тропических лесах с хорошо развитым густым подлеском. Питаются плодами и семенами различных растений и мелкими насекомыми.

## Размножение
В кладке 1—3 яйца, на которых родители сидят по очереди — днём самец, ночью самка. Через 25 дней вылупляются птенцы, а спустя 2 месяца они покидают гнездо.

## Содержание
В неволе держат очень редко, так как популяция этих птиц незначительна. Хорошо поддаётся дрессировке. Способен подражать человеческой речи, мелодиям и голосам животных. Продолжительность жизни до 50 лет.